# Comuna Vișinești, Dâmbovița
Vișinești este o comună în județul Dâmbovița, Muntenia, România, formată din satele Dospinești, Sultanu, Urseiu și Vișinești (reședința).

## Așezare
Vișinești se află în zona Subcarpaților Ialomiței subgrupă a Subcarpaților de Curbură, pe valea Cricovului Dulce, și prezintă în totalitate un relief de deal. Acesta a permis dezvoltarea pășunilor și fânețelor (2000 ha) dar și a pădurilor de stejar, fag, frasin (1192 ha). Comuna este deservită de șoseaua județeană DJ710B, care o leagă de comuna vecină Valea Lungă.

### Orașe apropiate
- Moreni (20 km S)
- Târgoviște (45 km SV)
- Pucioasa (20 km V)
- Câmpina (20 km E)

### Sate componente
Satul Vișinești este satul de reședință de comună și este amplasat în lungul văii Cricovului Dulce pe axa nord-sud și are o tipologie tentaculară cu o vertebră principală în jurul văii și cu îngroșări în plan ale intravilanului în zona centrală. Există un trup separat în punctul Maluri.
Satul Dospinești reprezintă o situație particulară atât ca tipologie cât și ca unitate administrativă în sensul că, deși face parte intrinsecă din situl satului Vișinești, el a rămas numai din punct de vedere juridic unitate distinctă. El reprezintă o înșiruire de locuințe pe versantul dreapta al Cricovului de cealaltă parte a satului Vișinești.
Satul Ursei se înscrie ca și satul Vișinești într-o tipologie tentaculară generată de dispunerea zonelor de locuit în lungul văii Cricovului și a afluenților laterali. Se remarcă o îngroșare radială în zona închegată a dotărilor social-culturale.
Satul Sultanu are o tipologie liniară, tipologie generată de drumul comunal DC 7 cu ușoare tendințe de tentaculizare în lungul a două văi colaterale.

## Demografie
Componența etnică a comunei Vișinești
     Români (94,2%)
     Alte etnii (5,8%)
Componența confesională a comunei Vișinești
     Ortodocși (91,8%)
     Adventiști (1,83%)
     Alte religii (0,19%)
     Necunoscută (6,18%)
Conform recensământului efectuat în 2021, populația comunei Vișinești se ridică la 1.586 de locuitori, în scădere față de recensământul anterior din 2011, când fuseseră înregistrați 1.974 de locuitori. Majoritatea locuitorilor sunt români (94,2%). Din punct de vedere confesional, majoritatea locuitorilor sunt ortodocși (91,8%), cu o minoritate de adventiști (1,83%), iar pentru 6,18% nu se cunoaște apartenența confesională.

## Politică și administrație
Comuna Vișinești este administrată de un primar și un consiliu local compus din 11 consilieri. Primarul, Nicolae Stoica[*], de la Partidul Social Democrat, este în funcție din 2012. Începând cu alegerile locale din 2024, consiliul local are următoarea componență pe partide politice:
|  | Partid                    | Consilieri | Componența Consiliului | Componența Consiliului | Componența Consiliului | Componența Consiliului | Componența Consiliului | Componența Consiliului | Componența Consiliului | Componența Consiliului | Componența Consiliului | Componența Consiliului |
|  | ------------------------- | ---------- | ---------------------- | ---------------------- | ---------------------- | ---------------------- | ---------------------- | ---------------------- | ---------------------- | ---------------------- | ---------------------- | ---------------------- |
|  | Partidul Social Democrat  | 10         |                        |                        |                        |                        |                        |                        |                        |                        |                        |                        |
|  | Partidul Național Liberal | 1          |                        |                        |                        |                        |                        |                        |                        |                        |                        |                        |

## Istorie
La sfârșitul secolului al XIX-lea, comuna Vișinești făcea parte din plaiul Ialomița-Dâmbovița al județului Dâmbovița și avea în compunere satele Vișinești și Puturosu, cu 646 de locuitori. În comună funcționau două mori de apă și o biserică. La acea vreme, pe teritoriul actual al comunei funcționa și comuna Urseiu, formată din satele Puturosu și Urseiu, având 745 de locuitori. Aici funcționau 4 mori de apă, o biserică și o școală.
Anuarul Socec din 1925 consemnează desființarea comunei Urseiu și includerea ei în comuna Vișinești din plasa Pucioasa a aceluiași județ, ea fiind formată din satele Vișinești, Puturosu și Urseiu, și având 2305 locuitori.
În 1931, comunele s-au separat din nou, Urseiu rămânând doar cu satul ei de reședință, iar Vișinești având satele Vișinești, Puturosu-Dâmbovița și Puturosu-Prahova.
În 1950, comunele au trecut la raionul Câmpina din regiunea Prahova și apoi (după 1952) din regiunea Ploiești. În timp, ele au fost din nou comasate, iar în 1968, comuna Vișinești a revenit la județul Dâmbovița, reînființat, și a căpătat formula actuală, primind și satul Sultanu (fost în comuna Provița de Sus din județul Prahova).